# Порту-Жудеу
Порту-Жудеу (порт. Porto Judeu)  —  район (фрегезия) в Португалии,  входит в округ Азорские острова. Расположен на острове Терсейра. Является составной частью муниципалитета  Ангра-ду-Эроижму. Население составляет 2425 человек на 2001 год. Занимает площадь 28,90 км².